# Trybunał (film)
Trybunał (ang. The Star Chamber) – amerykański film sensacyjny z 1983 roku w reżyserii Petera Hyamsa. Wyprodukowana przez 20th Century Fox.

## Opis fabuły
Sędzia Hardin (Michael Douglas) musi uwolnić mężczyzn podejrzanych o zabójstwo chłopca. Zaczyna wątpić w sens swojej pracy. Trafia do tajnej organizacji sędziów, którzy na własną rękę wydają wyroki na przestępców. Przedstawia im bulwersującą go sprawę. Tymczasem policja znajduje nowe dowody.

## Obsada
- Michael Douglas jako sędzia Steven R. Hardin
- Hal Holbrook jako sędzia Benjamin Caulfield
- Yaphet Kotto jako detektyw Harry Lowes
- Sharon Gless jako Emily Hardin
- James Sikking jako doktor Harold Lewin
- Joe Regalbuto jako Arthur Cooms
- Don Calfa jako Lawrence Monk
- David Faustino jako Tony Hardin